# Chapelizod
Chapelizod är en stadsdel i Irlands huvudstad Dublin, 7 km väster om stadens centrum. Antalet invånare är 5 296.